# Kisbágyon, Nógrád
Kisbágyon  este un sat în districtul Pásztó, județul Nógrád, Ungaria, având o populație de 420 de locuitori (2011). 

## Demografie
Componența etnică a satului Kisbágyon
     Maghiari (97,42%)
     Romi (1,8%)
     Necunoscut (0,77%)
     Alții (0,77%)
Componența confesională a satului Kisbágyon
     Romano-catolici (66,43%)
     Luterani (9,05%)
     Fără religie (5,71%)
     Necunoscută (18,81%)
     Alte religii (1,19%)
Conform recensământului din 2011, satul Kisbágyon avea 420 de locuitori. Din punct de vedere etnic, majoritatea locuitorilor (97,42%) erau maghiari, cu o minoritate de romi (1,8%). Apartenența etnică nu este cunoscută în cazul a 0,77% din locuitori.  Din punct de vedere confesional, majoritatea locuitorilor (66,43%) erau romano-catolici, existând și minorități de luterani (9,05%) și persoane fără religie (5,71%). Pentru 18,81% din locuitori nu este cunoscută apartenența confesională.